# Взрыв в мавзолее Имама Резы (1994)
Взрыв в мавзолее Имама Резы - террористическая атака, совершённая 20 июня 1994 года в переполненном молитвенном зале у святилища Али аль-Рида, восьмого шиитского имама в Мешхеде, Иран. С целью убить как можно больше людей , взрыв произошёл в один из самых священных дней для мусульман-шиитов Ашура, когда сотни паломников собрались, чтобы почтить память своего третьего имама, Хусейна ибн Али.
В результате атаки погибло как минимум 25 человек и не менее 70 получили ранения. Мощность бомбы, по оценкам экспертов, была эквивалентна 10 фунтам тротила. Хотя сунитская группировка взяла на себя ответственность, иранское правительство возложило вину на народных моджахедов иранского народа, а иные обвинили пакистанского боевика.

## Взрыв
20 июня храм был переполнен скорбящими, которые занимались самобичеванием, празднуя Ашуру и поминая смерть Хусейна ибн Али. В 14:26 в переполненном молитвенном зале в женской части храма взорвалась бомба. The Independent назвала это "первым нападением на такое святое место" и "худшим террористическим актом в Иране с 1981 года". В знак протеста люди собрались у мечети и больниц.
Ущерб включал разрушение одной стены и купола молитвенного зала, а также разбитие хрустальных люстр.

## Подозреваемые
Иранское правительство обвинило поддерживаемое Ираком Организацию моджахедов иранского народа. По данным официального иранского информационного агентства IRNA, звонивший от имени MEK взял на себя ответственность за произошедшее. Однако MEK осудило нападение. Юзеф Рамзи, член Аль-Каиды, который был ответственный за несколько терактов по всему миру, также был обвинён в том, что он якобы был нанят народными моджахедами По словам анонимного американского чиновника, Юзеф изготовил бомбу, а агенты MEK разместили её в мавзолей. По мнению аналитиков, его подозревали в связях с MEK из-за иракского происхождения. Однако Рэймонд Тантор, член Совета национальной безопасности Соединённых штатов при президенте Рональде Рейгане, считает, что MEK не был причастен к этому, и что преступником был пакистанский боевик, связанный с Юзефом. Пакистанская ежедневная газета News идентифицировала этого человека как Абдула Шакура, молодого религиозного радикала, живущего в Ляри, Карачи.
Через месяц после нападения  суннитская группировка, называющая себя Аль-Харака аль-Исламия аль-Иранья, взяла на себя ответственность за нападение. Несмотря на это, иранское правительство продолжало обвинять в совершении теракта Организацию моджахедов иранского народа. По данным Национального совета сопротивления Ирана, на судебном процессе в ноябре 1999 года министр внутренних дел Абдолла Нури заявил, что иранский режим предпринял атаку под чужим флагом, чтобы обвинить MEK.

## Последствия
После нападения были предприняты строгие меры безопасности, и теперь посетителей обыскивают перед входом в мавзолей. Это событие вызвало дальнейшие политические волнения в Иране.

## В культуре
В пьесе 2013 года под названием "Картина событий Азиза" рассказывалось о женщине, которая собиралась посетить мавзолей Имама Резы в день взрыва.